# 五道库河
五道库河，位于中华人民共和国黑龙江省伊春市伊美区的一条河流，是汤旺河左岸支流，发源于伊美区东部小白山东南麓，向东向西流经金沙河林场，过五道库经营所转南流，经三股流经营所，于卧龙河屯左纳卧龙河后转西南流，于林源村汇入汤旺河。河流全长80千米，流域面积1773平方千米，河道平均比降2.08‰。五道库河属于山溪性河流，流域内山脉蜿蜒起伏，河流两岸森林茂密，水质优良。